# Lista de primeiros-ministros da Noruega

Escudo da Noruega.

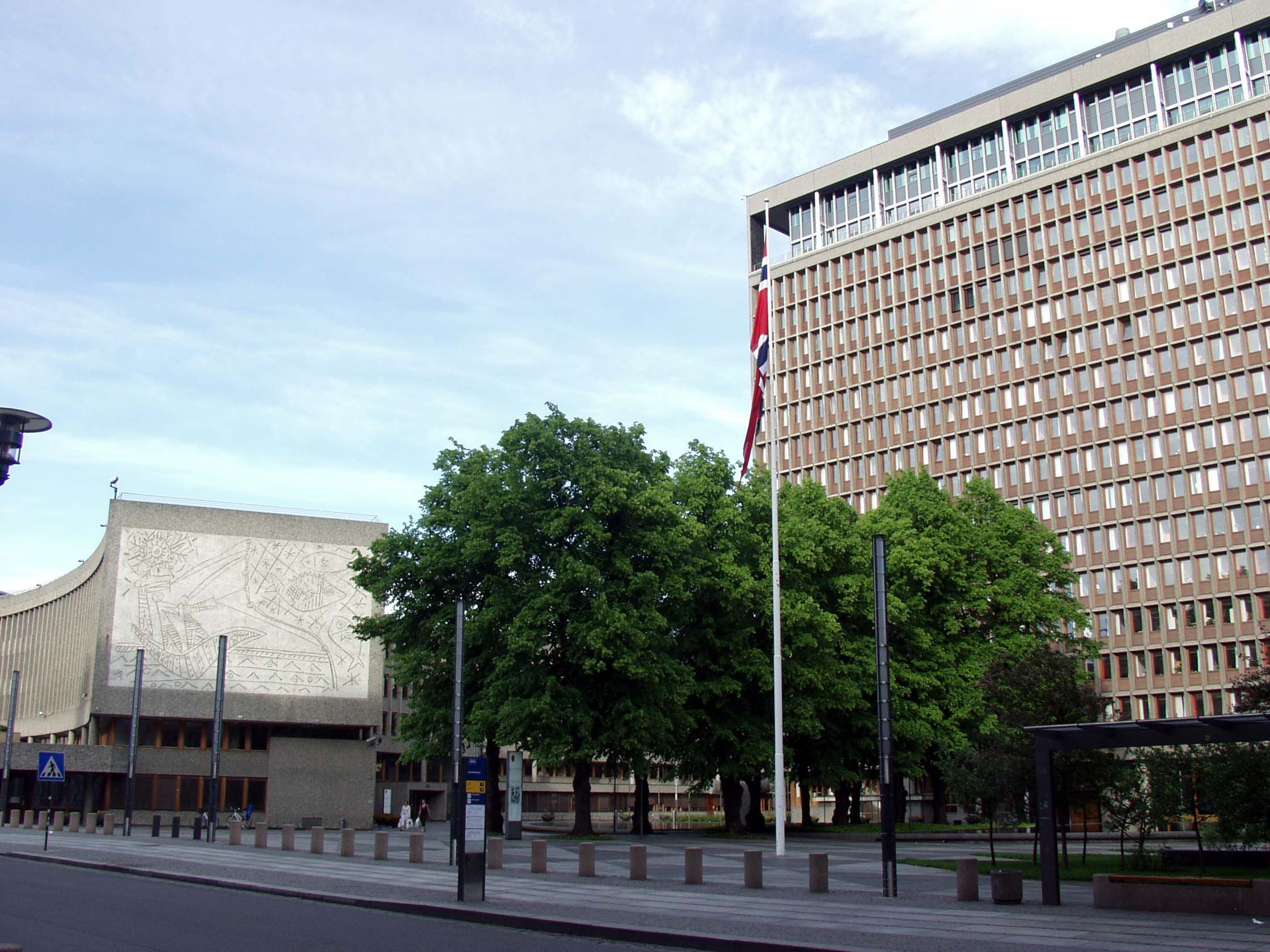
O escritório do primeiro-ministro fica no topo (17° andar) do prédio conhecido como "Høyblokka".

Esta é a lista dos primeiros-ministros (statsminister) da Noruega.
Até 1873, o rei da Suécia e Noruega governava a Noruega por meio de dois gabinetes: um sediado em Estocolmo e o outro sediado em Christiania (atual Oslo). O recém criado gabinete de Estocolmo consistia de um primeiro-ministro e dois ministros, cujo papel era comunicar as atitudes do gabinete de Christiania ao rei sueco.
O gabinete em Christiania era liderado por um governador (rigsstatholder). Por curtos períodos, o príncipe herdeiro era indicado como vice-rei da Noruega pelo rei. Neste caso, o vice-rei tornava-se a autoridade máxima em Christiania.
Quando o rei estava em visita a Christiania, ele se tornava a autoridade máxima da Noruega, e o vice-rei ficava temporariamente sem poder. De modo similar, quando não havia governador, vice-rei ou rei em Christiania (o que muitas vezes ocorria), o gabinete era liderado por uma espécie de primeiro-ministro provisório que era ocupado pelo membro mais proeminente do gabinete.
Em julho de 1873 o cargo de governador foi abolido, depois de ter ficado vago desde 1856. Simultaneamente, o cargo de primeiro-ministro provisório em Christiania tornou-se de fato um cargo de primeiro-ministro. Apesar do cargo de "primeiro-ministro da Noruega em Estocolmo" continuar a existir, o poder e a influência reais passaram a ser do primeiro-ministro em Christiania. Quando o Reino da Suécia e Noruega foi dissolvido em 1905, o primeiro-ministro em Estocolmo deixou de existir.

## Primeiros-ministros da Noruega (1814-1905)

### Primeiros-ministros (1814-1873 em Estocolmo)
1. Peder Anker (1814-1822)
2. Mathias Sommerhielm (1822-1827)
3. Severin Løvenskiold (1828-1841)
4. Frederik Due (1841-1858)
5. Georg Sibbern (1858-1871)
6. Christian Zetlitz Bretteville (primeiro-ministro em exercício entre 1858-1859, e 1861)
7. Otto Kierulf (1871-1873); permaneceu no cargo de primeiro-ministro até 1884

Em 1873 o escritório do primeiro-ministro mudou-se de Estocolmo para Christiania.

### Primeiros-ministros (1873-1905, em Christiania)
1. Frederik Stang (1873-1880); foi primeiro-ministro entre 1861 e 1873
2. Christian August Selmer (1880-1884); renunciou após sofrer impeachment
3. Christian Homann Schweigaard (1884)
4. Johan Sverdrup (1884-1889); o fundador do parlamentarismo norueguês
5. Emil Stang (1889-1891)
6. Johannes Steen (1891-1893)
7. Emil Stang (1893-1895)
8. Francis Hagerup (1895-1898)
9. Johannes Steen (1898-1902)
10. Otto Blehr (1902-1903)
11. Francis Hagerup (1903-1905)

### Primeiros-ministros emEstocolmo(1873-1905)
1. Otto Kierulf (1873-1884); foi primeiro-ministro de 1871 a 1873
2. Wolfgang Wenzel von Haffner (primeiro-ministro em exercício em 1884)
3. Carl Otto Løvenskiold (1884)
4. Ole Jørgen Richter (1884-1888)
5. Hans Georg Jacob Stang (1888-1889)
6. Gregers Winther Wulfsberg Gram (1889-1891)
7. Otto Albert Blehr (1891-1893)
8. Gregers Winther Wulfsberg Gram (1893-1898)
9. Otto Albert Blehr (1898-1902)
10. Ole Anton Qvam (1902-1903)
11. Sigurd Ibsen (1903-1905)
12. Jørgen Løvland (1905)

## Primeiros-ministros da Noruega (1905-presente)
Em 1905 a união entre a Suécia e a Noruega foi dissolvida. Desde então o escritório do primeiro-ministro está sediado em Oslo, exceto durante o período da ocupação pela Alemanha nazista durante a Segunda Guerra Mundial quando o governo norueguês no exílio ficou sediado em Londres.
1. Christian Michelsen (1905-1907)
2. Jørgen Løvland (1907-1908)
3. Gunnar Knudsen (1908-1910)
4. Wollert Konow (1910-1912)
5. Jens Bratlie (1912-1913)
6. Gunnar Knudsen (1913-1920)
7. Otto Bahr Halvorsen (1920-1921)
8. Otto Blehr (1921-1923)
9. Otto Bahr Halvorsen (1923)
10. Abraham Berge (1923-1924)
11. Johan Ludwig Mowinckel (1924-1926)
12. Ivar Lykke (1926-1928)
13. Christopher Hornsrud (1928)
14. Johan Ludwig Mowinckel (1928-1931)
15. Peder Kolstad (1931-1932)
16. Jens Hundseid (1932-1933)
17. Johan Ludwig Mowinckel (1933-1935)
18. Johan Nygaardsvold (1935-1945; no exílio entre 1940 e 1945)[1]
  - Durante parte deste período (1942-1945) Vidkun Quisling foi indicado "ministro-presidente" pela ocupação nazista
19. Einar Gerhardsen (1945-1951)
20. Oscar Torp (1951-1955)
21. Einar Gerhardsen (1955-1963)
22. John Lyng (1963)
23. Einar Gerhardsen (1963-1965)
24. Per Borten (1965-1971)
25. Trygve Bratteli (1971-1972)
26. Lars Korvald (1972-1973)[1]
27. Trygve Bratteli (1973-1976)
28. Odvar Nordli (1976-1981)
29. Gro Harlem Brundtland (1981)
30. Kåre Willoch (1981-1986)[1]
31. Gro Harlem Brundtland (1986-1989)
32. Jan Peder Syse (1989-1990)
33. Gro Harlem Brundtland (1990-1996)
34. Thorbjørn Jagland (1996-1997)
35. Kjell Magne Bondevik (1997-2000)[1]
36. Jens Stoltenberg (2000-2001)
37. Kjell Magne Bondevik (2001-2005)[1]
38. Jens Stoltenberg (2005-2013)
39. Erna Solberg (2013-2021)
40. Jonas Gahr Støre (2021-presente)